# 15 minutos de fama
15 minutos de fama es la publicidad o celebridad que en los medios de comunicación masiva recibe una persona o un acontecimiento. Esta expresión se le acredita generalmente a Andy Warhol, quien la incluyó en estas palabras «En el futuro, todos serán famosos mundialmente por 15 minutos», pronunciadas en un programa para la exhibición de su trabajo realizado en 1968 en el Moderna Museet en Estocolmo, Suecia. El fotógrafo Nat Finkelstein señala que él fue quien creó esta expresión, diciendo que él estaba fotografiando a Warhol en 1966 para un libro que le había propuesto. Una multitud que se dio cita en el lugar intentaba retratarse en las fotografías y Warhol supuestamente remarcó el hecho de que todo mundo quería ser famoso, a lo cual Finkelstein replicó, «¡Claro Andy!, por quince minutos».
La expresión se utiliza frecuentemente para referirse a personas en la industria del entretenimiento u otras áreas de la cultura popular, tales como los reality shows y YouTube.
Se piensa que la expresión es una adaptación de la teoría de la aldea global de Marshall McLuhan.

## Interpretación
El historiador alemán de arte Benjamin H. D. Buchloh sugiere que los principios fundamentales de la estética de Warhol son «la invalidación sistemática de las jerarquías de las funciones representativas y las técnicas» del arte, lo cual se corresponde con la creencia de que «la jerarquía de los temas que merecen ser representados algún día será abolida», y que por esto, algún día, cualquiera y por ello mismo, «todos», pueden ser famosos una vez que la jerarquía se disipe lo cual implica que en el futuro, todo mundo será famoso y no solamente aquellos individuos que merezcan la fama.
Por otro lado, la amplia proliferación de la expresión idiomática «mis quince minutos» y su entrada en el habla común han llevado a una aplicación de esta frase ligeramente diferente, lo cual tiene que ver con lo efímero de la fama en la era de la información, y más recientemente, la democratización de los medios de expresión aportada por la llegada de internet. En este contexto, la cita de Warhol ha venido a significar lo siguiente: «En esta época, debido a que hay tantos medios para que un individuo pueda alcanzar la fama, aunque esta no sea duradera, virtualmente cualquiera puede ser famoso por un breve período de tiempo».
Hay una tercera e incluso más lejana interpretación de esta expresión, la cual se emplea para individuos y celebridades que han logrado una fama merecida durante un período breve de tiempo y es a dicho periodo al que se le conoce como «sus quince minutos».
John Langer sugiere que el concepto de los 15 minutos de fama es duradero porque permite que las actividades cotidianas tengan gran repercusión. El periodismo de tabloides y los paparazzi han aumentado esta tendencia, volviendo lo que podría haber sido inicialmente una cobertura aislada en una cobertura continua por parte de los medios, incluso después de que la razón inicial del interés de los medios ha pasado.

## Frases derivadas
La era de los reality shows ha cambiado de manera irónica la frase así: «En el futuro, todos serán desconocidos por quince minutos». El artista británico Banksy ha hecho una escultura de un televisor que tiene escrito en su pantalla «En el futuro, todo el mundo será anónimo durante 15 minutos» que más tarde se utilizó en la letra de la canción de Robbie Williams «The Actor» de su álbum de 2006 Rudebox.
Una adaptación más reciente de la cita de Warhol, posiblemente originada por el auge de las redes sociales, los blogs y las celebridades de internet, es la frase de que «En el futuro, todo mundo será famoso para quince personas», o en algunas versiones, «En la Web, todo mundo será famoso para 15 personas». Aunque esta cita se le atribuye a David Weinberger, se dice que su origen es el artista escocés Momus.
La canción de Marilyn Manson «I Don't Like the Drugs (But the Drugs Like Me)», de su álbum de 1998 Mechanical Animals, alude a la expresión en la línea «We're rehabbed and we're ready for our fifteen minutes of shame», como parte del tema de la canción de un contumaz escape mediante las drogas.